# Casa museo Lodovico Pogliaghi
La Casa museo Lodovico Pogliaghi es una casa museo ubicada en Varese, Italia. Fue diseñada y construida por el propio Pogliaghi y exhibe su colección de obras de arte, que incluyen hallazgos arqueológicos, pinturas y esculturas que datan desde el renacimiento al barroco, además de bocetos, moldes de yeso y dibujos del propio artista.

## La casa museo
En 1885, cuando trabajaba en la restauración de las capillas del Sacro Monte di Varese, Lodovico Pogliaghi decidió comprar varios terrenos adyacentes en los que comenzó a construir la villa en la que trabajó a diario y de forma intensa hasta su muerte en 1950.
Concibió la casa como laboratorio y museo. El edificio, diseñado por el propio Pogliaghi, refleja el gusto ecléctico de la época y el interés del propietario por todas las formas de arte.
La villa, donada por Pogliaghi a la Santa Sede en 1937 y ahora propiedad de la Biblioteca Ambrosiana de Milán, fue inaugurada como museo en 1974 hasta la década de 1990 y reabierta al público en mayo de 2014. El diseño creado para la nueva apertura, proponía acercarse lo más posible al ambiente de los años 50, conservando la disposición original del mobiliario y las obras del propio Pogliaghi.

## Las colecciones
A lo largo de sesenta años, Pogliaghi reunió una amplia colección de obras de arte en su casa del Sacro Monte di Varese.
La colección incluye incluye hallazgos arqueológicos egipcios, etruscos y grecorromanos (cerámica, sarcófagos, estatuas, glípticos, vidrio), pinturas y esculturas fechadas entre el Renacimiento y la época barroca (incluidas estatuas de madera de los siglos XV y XVI, un boceto de Bernini, dos modelos de Giambologna y lienzos de Procaccini, Magnasco y Morazzone), una colección de tejidos antiguos europeos y asiáticos, preciosos muebles históricos. Junto a su colección, la villa conserva los bocetos, yesos, dibujos y materiales de trabajo de Pogliaghi, incluidos los yesos originales de la puerta principal de la Catedral de Milán, recuperados después de la fundición a la cera perdida reensamblados y reelaborados por el propio Pogliaghi. Parte de la colección se puede visitar, bajo petición, en las salas, restauradas y reestructuradas como museo en 2005, de la Casa museo de Lodovico Pogliaghi.
En total la villa custodia más que 1500 obras entre pinturas, esculturas y artes aplicadas y aproximadamente 580 objetos arqueológicos.